# Tullinge gymnasium
Tullinge gymnasium är en kommunal gymnasieskola i Tullinge, Botkyrka kommun. Skolan inrättades i oktober år 2000.
Tullinge gymnasium är uppbyggt som ett campus med sex byggnader intill varandra.
På skolan går det omkring 730 elever. En elev som har gått på skolan är friidrottaren Michel Tornéus. Tullinge gymnasium får enligt tradition besök av en nobelpristagare varje år. Nobelpristagarna är oftast inom det naturvetenskapliga området. 2014 besöktes gymnasiet av nobelpristagarna i kemi Eric Betzig och William Moerner, och 2017 besöktes skolan an nobelpristagaren Michael W. Young. Skolans nuvarande rektor är Lennart Gudmark.
Skolan har även en elevkår. Elevkåren fungerar som ett fackförbund för elever och genom att arrangera aktiviteter. Varje termin anordnar elevkårsföreningen Datorklubben LAN-partyn för elever och lärare, oftast ett eller två per termin.

## Program och inriktningar[7]
Tullinge Gymnasium erbjuder följande program och inriktningar:
- Naturvetenskapsprogrammet
  - Naturvetenskap
  - Naturvetenskap och samhälle
- Teknikprogrammet[9]
  - Teknikvetenskap
- Vård- och omsorgsprogrammet
- Ekonomiprogrammet
  - Ekonomi
  - Juridik
- Samhällsvetenskapsprogrammet
  - Samhällsvetenskap
  - Beteendevetenskap